# GAME & WATCH COLLECTION
GAME & WATCH COLLECTION（ゲームアンドウオッチコレクション）は、任天堂がかつて行っていた会員制サービス「クラブニンテンドー」の特典として配布した、ニンテンドーDS向けの非売品ゲームソフトである。2006年に1作目が、2008年に2作目が製作された。クラブニンテンドーのポイントを交換することで入手でき、必要ポイントは各500ポイント。
過去に発売されていた携帯液晶ゲーム『ゲーム&ウオッチ』シリーズの雰囲気をそのままに再現したソフトである。ゲームの他、DS本体設定に連動した時計・アラーム機能や、ハイスコアを記録しておくことも可能となっている。

## GAME & WATCH COLLECTION
初のニンテンドーDS用非売品ソフトである。かつて『マルチスクリーン』シリーズで発売された3本を収録。

### 収録ゲーム
- OIL PANIC
- DONKEY KONG
- GREEN HOUSE

## GAME & WATCH COLLECTION 2
かつて『ワイドスクリーン』シリーズで発売された2本と、その2本を融合させた新作「PARACHUTE×OCTOPUS」を収録。

### 収録ゲーム
- PARACHUTE
- OCTOPUS
- PARACHUTE×OCTOPUS

このモードでは上画面がPARACHUTE、下画面がOCTOPUSに割当ててあり最初はPARACHUTE側でスタートするが、一定時間が立つとOCTOPUS側に移動する旨の警告音とメッセージアイコンが点滅して促し、下画面に操作を移動する必要がある(逆も同様で上もしくは下を一定時間で切り替える事が繰り返される)。操作を移した場合は片方はゲーム停止状態となる。上下どちらかが三回ミスになるとゲームオーバー。スコアや人数(ミス数)は上下で共有される。

## 雑記
- 本シリーズは非売品であるため商品管理用バーコードは記されておらず、通常のバーコードの位置に「非売品」と表記されており、型番も通常のソフトと異なり『PRE-NTR-』と続く。またプレゼント用のソフトであるため通常の市販DSソフトにあるクラブニンテンドーのシリアルナンバーが書かれた紙はない。更にオープニング画面では、上画面に「Club Nintendo」のマリオ帽子のマークが表示される。この仕様は2007年に同じくクラブニンテンドーのプラチナ会員特典として製作されたニンテンドーDS用ソフト「チンクルのバルーンファイトDS」でも同様である。
- 画面自体は当時より大きいが、画面表示の比率は当時のものに合わせてあり、キャラクターが液晶表示されていない時の薄く見える部分も再現されている（ただし当時の液晶の残像までは再現されていない）。
- 操作はジャンプのある「ドンキーコング」スプレー攻撃のある「グリーンハウス」を除いて全て片手でもプレイする事が可能となっている。メニュー画面ではタッチ操作も可能となっている。